# تعدي الميقت

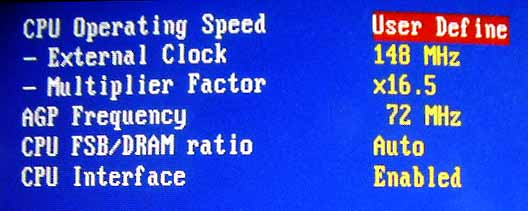
إعداد البيوس لكسر سرعة المعالج على إيه_إم_دي إكس بي أثلون ABIT NF7-S.ازداد تردد ناقل الجانب الأمامي (ميقت خارجي) من 133 هرتز إلى 148 MHz, وتغير معامل ضارب الميقت من 13.5 إلى 16.5.

كسر سرعة المعالج أو تعدي الميقت هو عملية تشغيل عتاد الحاسوب عند معدل سرعة أعلى للميقت (أي زادة عدد النبضات للثانية الواحدة) مقارنة بما كان مصمما عليه أو ما تم إعداده من قبل المصنع. غالبا يقوم بهذه العملية حماسيو الحوسبة بهدف زيادة أداء حواسيبهم دون الحاجة لتغييرها (عادة لتلبية متطلبات النظام الجديدة).
ترتكز الطريقة بشكل رئيسي على المعالجات، كروت الشاشة، اللوحة الأم، الرقاقات, والرام. تتم العملية من خلال تخطيط ضارب المعالج وناقل الجانب الأمامي (FSB) للوحة الأم حتى الحصول على أعلى تردد مستقر، ومع ذلك فإن تقديم إنتل لرقاقة X58 الجديدة والمعالج إنتل كور i7, فقد تم استبدال ناقل الجانب الأمامي تشابك المسار السريع QPI ويدعى هذا غالبا بالميقت الأساسي (BCLK). الفكرة بسيطة، تغيير في الخصائص الفيزيائية والكهربائية لأنظمة الحواسيب يعقد العمليات. ضوارب المعالجات، مقسمات الناقل، الفولتيات, الأحمال الحرارية، تقنيات التبريد وعوامل أخرى يمكنها أن تؤثر في ذلك.

## اعتبارات
ينبغى الانتباه لمخاطر عملية كسر السرعة حيث أنها عملية ذو نتائج متعددة فبدلاً من الحصول منها على معالج مكسور السرعة يعمل على نحو جيد (مستقر), يمكن الحصول على معالج لا يعمل بالأساس، كما يمكن الحصول على معالج مكسور السرعة يعمل على نحو سئ (غير مستقر).
كما يجب الانتباه إلى أنه ليست كل اللوحات الأم تدعم كسر السرعة كما هو الحال في اللوحات الأصلية.
لذا للحصول على كسر سرعة مثالي وتلاشي المشكلات التي يمكن أن تنتج عن كسر السرعة ينبغى أن نكون على دراية تامة بما نفعل.

### التبريد

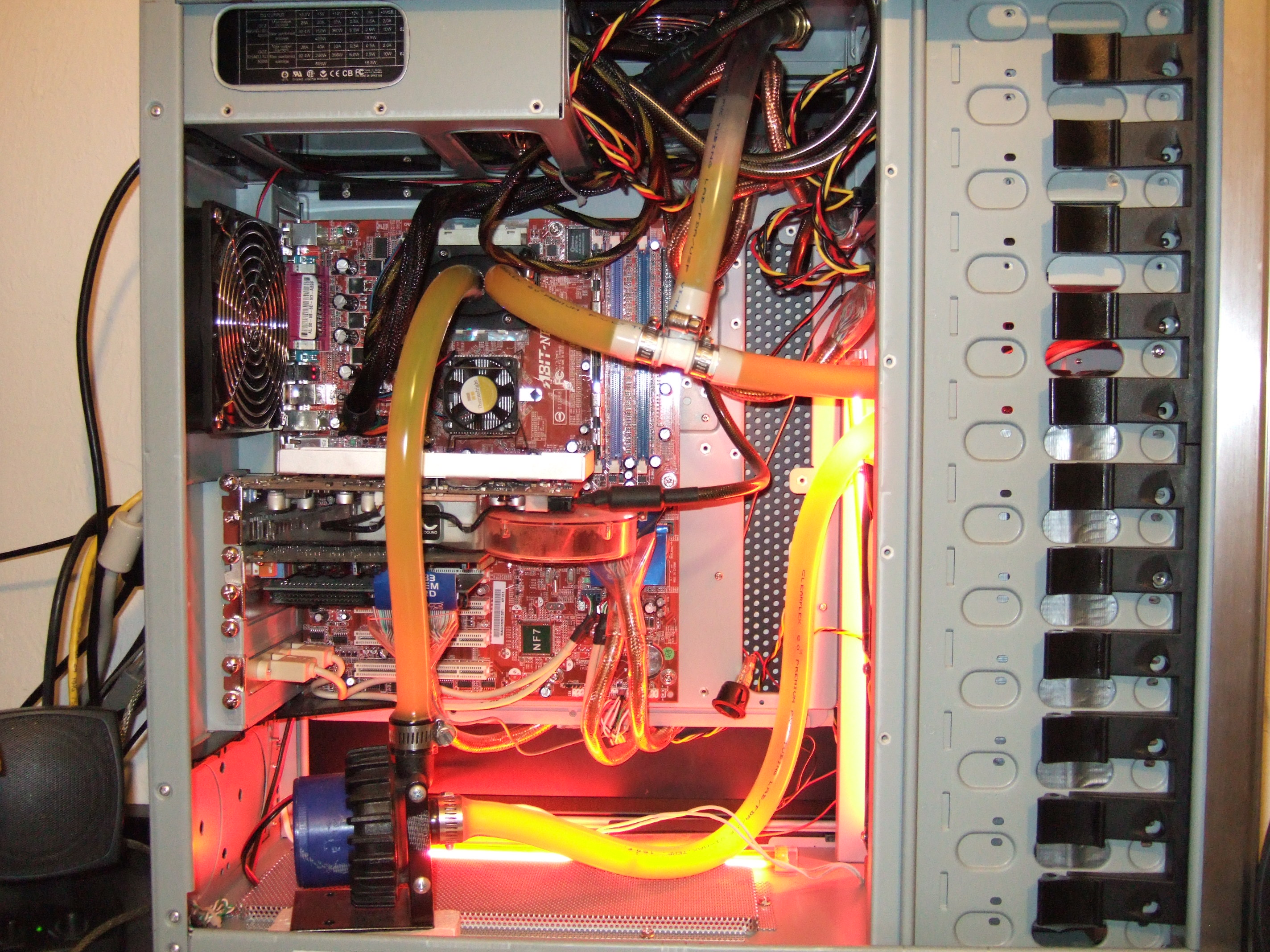
عملية تبريد بالماء عبر أنابيب خط-T لحاسوب

التبريد هو أهم جزء في عملية كسر السرعة، حيث أن زيادة درجة حرارة المعالج هي نتيجة طبيعية لعملية كسر السرعة وعندما تزداد درجة الحرارة عن الحد المسموح به من قبل المصنع، يلاحظ عدم استقرارية النظام ككل.
المشتت الهوائي القادم مع المعالج لن يتمكن من توفير تبريد جيد للمعالج في حالة كسر سرعته وزيادة جهده.
توفير تبريد جيد للمعالج هو أمر بسيط، فهناك مشتتات هوائية وأخرى مائية يمكن أستبدالها بالمشتتات العادية التي تأتى مع المعالج.

### الاستقرارية والتصحيح الوظيفي
قد تؤدي عملية تعدي الميقت خارج النطاق المعطى من قبل المصنع إلى عدم استقرارية النظام كما أن بعض عمليات الفشل لا يمكن تشخيصها تظهر مع البرامجيات الغير متوافقة وتتسبب في التشكيك بها.

## المزايا
- تمكين المستخدم من شراء مكونات الحاسوب الأرخص ومن ثم زيادة أداءها.
- أداء أسرع في الألعاب وتطبيقات الفيديو والمهام الأخرى.
- تعاني بعض الحواسيب من «المختنق» وبالتالي فإن أي زيادة بسيطة في السرعة يمكن أن تساعد بشكل ملحوظ في إنقاذها وتحسين الأداء.

## العيوب
- تقصير عمر المعالج والمكونات المزادة سرعتها.
- زيادة استهلاك الطاقة.
- احتمالية عدم الاستقرارية. تظهر هذه المشكلة حتى بعد وقت طويل أحيانا فمثلا قد يعمل ميكروسوفت ويندوز بشكل طبيعي بعد كسر السرعة ولكن بعد تحديث حزم ويندوز أو إعادة تنصيبه أو ترقيته قد تصادف رسائل خطأ مثل «خطأ في نسخ ملف» أثناء تنصيب ويندوز.
- عملية التبريد قد تكون صعبة أو مزعجة بحد ذاتها.
- زيادة درجة حرارة الجو المحيط حتى مع التبريد.
- احتمال فشل أو خراب مكون أو أكثر مع العلم أن الشركات المزودة تلغي الضمان عند التأكد من أن السبب متعلق بكسر السرعة.
- يؤدي الكسر الخاطئ للسرعة إلى ارتفاع لحظي للحرارة أحيانا.
- قد تؤدي زيادة سرعة مراوح التبريد إلى ظهور اهتزازات ملحوظة وكسر المكونات.